# Hubert Ludwig
Hubert Ludwig, född den 22 mars 1852 i Trier, död den 17 november 1913 i Bonn, var en tysk zoolog.
Ludwig blev 1881 extra ordinarie professor i zoologi och jämförande anatomi vid universitetet i Giessen och 1887 ordinarie professor i dessa ämnen i Bonn, bearbetade företrädesvis tagghudingarnas morfologi och författade de delar, som behandlar dessa djur i Bronns stora "Klassen und Ordnungen des Thierreichs". 
Bland övriga arbeten kan nämnas Über die Eibildung im Tierreich (1874), Morphologische Studien an Echinodermen (1877-82) och Arktische Seesterne und Holothurien (1900). Mest känd inom vidare kretsar blev Ludwig som utgivare av 3:e upplagan av Leunis mycket använda uppslagsbok, "Synopsis der Tierkunde" (2 band, 1883-86).